# Verzorgingsplaats De Tille
Verzorgingsplaats De Tille is een Nederlandse verzorgingsplaats gelegen aan de N59 Serooskerke - Oss ter hoogte van Oude-Tonge op Goeree-Overflakkee. De verzorgingsplaats is vanaf beide rijrichtingen van de N59 te bereiken.
Richting Oss: De Tille · Keizershof · Den Hoek · Hespelaar · Labbegat · De Lucht
Richting Serooskerke: De Geffense Barrière · De Sprang · Steelhoven · Streepland · Bazius · De Fendert · De Tille